# マルティン・ボロウスキ (アーティスト)
マルティン・ボロウスキ（Martin Borowski, 1970年 - ）は、ドイツの現代アーティスト。

## 概要
ドイツで生まれる。
ジャクソン・ポロックやゲルハルト・リヒターなどのようにペンキをばらまいて絵を作る手法を使い、約120枚ほどの絵を製作した。

## 代表作
- 『モジュール　ライトブルー』(2001年)
- 『モジュール　ブラック/グレー』(2002年)
- 『グラフィティ2』(2005年)

　ほか